# Clementina (São Paulo)
Clementina es un municipio brasileño del estado de São Paulo. 

## Historia
Con la llegada de los primeros colonos japoneses y españoles en 1928, Juán Francisco Vasques formó un pequeño patrimonio, que le dio el nombre de Patrimonio de la Nueva Era, que en 1932, pasó a llamarse Patrimonio de los Vasques.
En 30 de noviembre de 1944, por el decreto 14.334, pasó a ser distrito, perteneciendo al municipio de Coroados, fue como recibió el nombre de Clementina, en homenaje a hija más velha del fundador.
Más tarde, el 31 de diciembre de 1953, la ley N.º 2.456, el elevó a municipio, constituido por los distritos de Clementina, Santópolis del Aguapeí y Lauro Penteado, y perteneciendo a comarca de Birigui. Actualmente el municipio de Clementina es constituido por los distritos de Clementina y Lauro Penteado. El día 24 de junio se conmemora, junto con el patrono São João Batista, el aniversario de la ciudad, pero la fecha de su fundación es 20 de junio de 1928.

## Geografía
Posee clima tropical. Se localiza a una latitud 21º33'35" sur y a una longitud 50º26'57" oeste, estando a una altitud de 465 metros. Su población estimada en 2004 era de 5.671 habitantes.
Posee un área de 168,7 km². 

### Clima
El clima de Clementina puede ser clasificado como clima tropical de sabana (Aw), de acuerdo con la clasificación climática de Köppen.

### Demografía
Dados do Censo - 2000
Población Total: 5.404
- Urbana: 4.958
- Rural: 446
- Hombres: 2.797
- Mujeres: 2.607

Densidad demográfica (hab./km²): 32,03
Mortalidad infantil hasta 1 año (por mil): 8,96
Expectativa de vida (años): 75,42
Tasa de fertilidad (hijos por mujer): 2,36
Tasa de Alfabetización: 88,39%
Índice de Desarrollo Humano (IDH-M): 0,792
- IDH-M Salario: 0,670
- IDH-M Longevidad: 0,840
- IDH-M Educación: 0,866

(Fuente: IPEADATA)

### Hidrografía
- Río Aguapeí

### Carreteras
- SP-425
- SP-463

## Religión
El Cristianismo está presente en la ciudad de la siguiente manera:

### Iglesia Católica
La iglesia católica del municipio forma parte de la Diócesis de Lins.

### Iglesia Protestante
En la ciudad están presentes las más diversas creencias evangélicas, principalmente pentecostales, incluidas las Asambleas de Dios de Brasil (la iglesia evangélica más grande del país), Congregación Cristiana, entre otras. Estas denominaciones están creciendo cada vez más en todo Brasil.